# Селіверстов Сергій Андрійович
Сергій Андрійович Селіверстов (25 вересня 1914, село Карино, тепер Сланцевського району Ленінградської області, Російська Федерація — ?) — радянський державний діяч, агроном, голова колгоспу імені Жданова Волосовського району Ленінградської області. Депутат Верховної ради СРСР 4-го скликання. 

## Життєпис
Народився в бідній селянській родині. У 1933 році закінчив Бєсєдський сільськогосподарський технікум Ленінградської області.
З 1933 року працював агрономом в Оредезькому, а потім Осьминському районах Ленінградської області.
З листопада 1936 року служив у Червоній армії. 
Після демобілізації знову працював агрономом в Осьминському районі Ленінградської області.
З червня 1941 по червень 1946 року — в Червоній армії, учасник німецько-радянської війни. Служив у 106-му окремому кулеметному артилерійському батальйоні, в 1942—1945 роках був командиром 13-ї батареї 4-го дивізіону 80-ї важкої гаубичної артилерійської бригади руйнування 18-ї артилерійської дивізії прориву Резерву головного командування (РГК) Ленінградського та 1-го Білоруського фронтів.
Член ВКП(б) з 1942 року.
У 1946—1950 роках — дільничний агроном, агроном Волосовського районного відділу сільського господарства Ленінградської області.
З 1950 року — голова укрупненого колгоспу імені Жданова села Рабитиці Волосовського району Ленінградської області.
Подальша доля невідома.

## Звання
- старший лейтенант
- капітан

## Нагороди і відзнаки
- орден Вітчизняної війни І ст. (19.11.1944)
- орден Вітчизняної війни ІІ ст. (30.01.1945)
- орден Червоної Зірки (3.12.1943)
- медаль «За оборону Ленінграда» (1942)
- медаль «За взяття Берліна» (1945)
- медаль «За перемогу над Німеччиною у Великій Вітчизняній війні 1941—1945 рр.» (1945)
- медалі